# Лора Палмер
Лора Палмер (англ. Laura Palmer) — центральный персонаж телесериала «Твин Пикс», созданный Марком Фростом и Дэвидом Линчем. Её смерть послужила завязкой для развития сюжета всего сериала.

## Биография и личность
Лора (которую сыграла Шерил Ли) была всеобщей любимицей в своём городе: она добровольно участвовала в программе «Обед на колёсах» и была «королевой красоты» в своей школе. Однако Лора вела двойную жизнь: она употребляла кокаин, была жертвой жестокого обращения, имела множество сексуальных контактов и даже побывала в казино/борделе «Одноглазый Джек», расположенном вблизи от города к северу от канадской границы.
Обнаружение тела Лоры в пилотном эпизоде Твин Пикса привело к появлению в городе специального агента ФБР Дейла Купера для расследования обстоятельств её смерти. И последствия этого события, и его влияние на окружающих составляли основную сюжетную линию первого сезона и первых восьми эпизодов второго сезона. Лора оставалась важным персонажем и позже, поскольку её смерть пролила свет на много тайн, как связанных с нею, так и напрямую не связанных, таких как заговор вокруг лесопилки Пэкарда.
Дневник Лоры был найден в первом эпизоде, но её секретный дневник был обнаружен только во втором сезоне, и содержащиеся в нём записи говорили о том, что она долго была жертвой изнасилования со стороны злой сущности (вероятно, сбежавший из ада демон) по имени Боб, который хотел завладеть её душой, чтобы, пользуясь её красотой, порабощать и другие души.
В течение второго сезона была раскрыта личность убийцы Лоры: её отец, Лиланд, ещё в детстве был одержим Бобом, который заставлял его избивать, насиловать и в конце концов убить собственную дочь. Когда Лиланд умирает под стражей в полиции, подразумевается, что Лора является ему перед смертью в видении, прощая его и приглашая в загробную жизнь.
Дженнифер Линч в дополнение к сериалу написала книгу «Тайный дневник Лоры Палмер», которая была издана в 1990 году. Этот дневник фигурирует и в приквеле «Твин Пикс: Сквозь огонь».
Как становится понятно из третьего сезона, роль персонажа Лоры Палмер в сериале намного сложнее, чем могла показаться изначально. По всей видимости, Лора была создана Великаном, задолго до событий первых сезонов, в качестве ответа добрых сил на рождение большого зла.
В «Тайном дневнике Лоры Палмер» становится известно, что
- Лора любила лошадей и однажды сказала о подаренном ей Бенджамином Хорном пони: «Я провела весь день с Троем, моя его, чистя его щёткой и кормя его. Я была очарована тем, насколько он, кажется, понимает, что я чувствую. Он ласкался ко мне в течение долгого времени, когда я чистила его гриву и голову, и когда я присела в его конюшне, он опустил свою голову, и я позволила ему дышать на мою шею и лицо. Интересно, влюбляются ли люди в лошадей глубже, чем я, или же я неправа в своих мыслях и чувствах».
- У Лоры также был кот по имени Юпитер, которого она очень сильно любила, и которого, судя из произведения Дженнифер Линч, переехал безымянный водитель. Позже Лора сама случайно переехала похожего кота, хозяйкой которого была маленькая девочка по имени Даниэль, и та, несмотря на трагедию, помогла Лоре в духовном плане.

## Упоминания Лоры Палмер в искусстве
- В песне группы «Сплин» «Бериллий» («…При свете луны, под кокосовой пальмой, сидеть и читать дневники Лоры Палмер…»).
- Во многих играх студии Rusty Lake имеются массовые отсылки к Лоре Палмер и в целом к Twin Peaks. Так, в одной из игр убитую героиню зовут также.
- В песне группы «BANEV!» «Лора Палмер».
- В песне группы  «Бонч Бру Бонч» «Реальный G» также присутствует упоминание об убийстве Лоры Палмер («…Я подставил крола Роджера, убил Лору Палмер…»).
- В песнях группы «Инструкция по выживанию» «Ангел-хранитель» («…Они убивают всегда: Иисуса Христа, и Сократа, и Лору Палмер…») и «Я умираю» («…Послушай, доктор, я не виноват, и я не убивал Лору Палмер…»).
- В песне группы «Соломенные Еноты» «Императрица Вселенной» («…Стрелки часов продолжают крутиться, Лору Палмер убили давно…»).
- В песне группы «Курара» «Лору Палмер».
- Группа «Bastille», вдохновлённая сериалом «Твин Пикс», записала песню «Laura Palmer».
- У финской мелодик-дум группы «Swallow the Sun» есть песня «Ghost of Laura Palmer», поскольку гитарист Юха Райвио является большим поклонником телесериала «Твин Пикс».
- Канадская дроун-дум команда «Nadja» записала композицию под названием «Wrapped in Plastic». Песню с таким же названием представил Marilyn Manson в альбоме «Portrait of an American Family».
- Отсылка к телесериалу имеется в творчестве Бена Фроста — название композиции «Leo Needs A New Pair Of Shoes» является фразой, произнесённой персонажем Лео Джонсоном.
- Альбом «Последний импульс умирающей жизни» российской нью-метал группы «Evil Not Alone» содержит песню «Кто убил Лору Палмер?», хотя в песне о Лоре Палмер ничего не сказано.
- Персонаж игры «Life Is Strange», Рейчел Эмбер, чьё исчезновение расследуют главные герои, во многом схожа с Лорой Палмер в плане внешности, характера, скрытых способностей, обстоятельств её жизни и последующего исчезновения.
- В песне исполнителей «Thomas Mraz» и «Tveth» «Blunt» («Кто убил Лору Палмер? Кто ещё убьет себя сам? Я убил себя блантом. Дал закончить дело басам…»).
- В песне российского писателя и исполнителя Алексея Рачуня "Игги Поп" есть строчки: "Я бы хотел спасти Лору Палмер или жизнь прожечь в казино, но жизнь моя сожжена напалмом по пути из дома, и в гастроном"[5][6]
- У российской скримо группы «-1» есть песня «Улыбка Лоры Палмер».
- Персонаж телесериала «Милые обманщицы», Элисон ДиЛаурентис, чьё исчезновение расследуют главные герои, во многом схожа с Лорой Палмер, как в плане внешности, так и в плане характера, обстоятельств её жизни и последующего исчезновения.
- Персонаж фильма «Девушка в поезде», Меган Хипвелл, чьё исчезновение расследуют главные герои, во многом схожа с Лорой Палмер, как в плане внешности, так и в плане характера, обстоятельств её жизни и последующего исчезновения.
- У группы «Rest You Sleeping Giant» — есть композиция «Laura Palmer Funeral March» («Похоронный марш Лоры Палмер»).
- Американская post-black metal группа Benighted in Sodom 15 октября 2010 выпустила сингл "Laura Palmer» основным мотивом песни является главная тема из сериала.
- У исполнителя “Platov” в треке “40$” упоминается Лара в строчке  «Я убитый, как солдат, и я бледный, как Лора Палмер»
- У Российского рэп-исполнителя из Волгограда «Найтивыход» и группы «ПИКЧИ!» есть совместный трек  «Твин Пикс» посвященный телесериалу, где идет упоминание Лоры Палмер: «Просто бросишь на последок «Кто же кончил Лору Палмер?».
- У Российской группы Evil Not Alone (Alternative | Nu-Metal | Rapcore) существует песня «Кто убил Лору Палмер?».
- Российский тру-крайм подкаст студии «Терменвокс» под названием «Дневники Лоры Палны» отсылает в своём названии к Лоре Палмер.